# (34365) 2000 RS34
2000 RS34 (asteroide 34365) é um asteroide da cintura principal. Possui uma excentricidade de 0.12494130 e uma inclinação de 3.90026º.
Este asteroide foi descoberto no dia 1 de setembro de 2000 por LINEAR em Socorro.